# نطاق محيطي
تُعرف المنطقة المحيطية أو النطاق المحيطي (بالإنجليزية: Oceanic zone)‏، بأنها نطاق المحيطات الواقعة خلف المنحدرات القارية، ولكن غالباً ما يشار إليها من الناحية العملية بأنها بداية النقطة التي تنخفض أعماق المياه إلى أقل من 200 متر (656 قدم)، من البحر إلى الساحل إلى المحيط المفتوح.
تشمل المناطق المحيطية 65٪ من مياه المحيط المفتوحة بالكامل. تحتوي المنطقة المحيطية على مجموعة كبيرة من التضاريس تحت سطح البحر، بما في ذلك الشقوق التي تكون أعمق من قمة جبل إفرست، بالإضافة إلى البراكين في أعماق البحار وأحواض المحيطات.